# Jeunesse Sportive d'El Massira
El Jeunesse Sportive d'El Massira es un club de fútbol de Marruecos de la ciudad de El Aaiún en la región de El Aaiún-Bujador-Sakia El Hamra. Fue fundado en 1977 y juega en la GNF 2.